# Vieilles maisons françaises
 (février 2025).
L’association Vieilles maisons françaises, fondée en 1958 par la marquise de Amodio, née Anne de La Rochefoucauld (1906-1980), a été reconnue comme organisme d'utilité publique par décret du 2 mai 1963. Elle est devenue un grand mouvement national d’opinion.

## Objectif
« La sauvegarde, la défense et la mise en valeur de notre patrimoine architectural et de son environnement ». Permettre aux propriétaires d’assurer la défense, la conservation et la mise en valeur du patrimoine architectural privé.

## Ses membres
L’association rassemble près de 18 000 adhérents, propriétaires ou passionnés, au sein de 95 délégations départementales et 13 délégations régionales qui jouent un rôle très concret sur le terrain. Elle regroupe des propriétaires de monuments historiques privés, classés, inscrits, agréés ou susceptibles de l’être, des amateurs d’art et d’histoire aimant et souhaitant défendre la cause du patrimoine architectural et des jeunes au sein des sections VMF Jeunes (18 à 35 ans).

## Organisation
L’association, ayant à sa tête un président assisté d’un bureau élu par un conseil d'administration, est répartie en 95 délégations départementales. Le délégué et le comité qui l’assiste sont bénévoles. C’est sur eux que reposent les structures fondamentales de cette association. Ils recrutent les nouveaux adhérents, organisent des manifestations locales, et sont des intermédiaires actifs entre les pouvoirs publics, d’une part, les adhérents et le siège de l’association, d’autre part.
Vieilles maisons françaises est par ailleurs membre du « Groupe des 8 ».

## Services rendus aux membres titulaires
Assistance
Les délégués départementaux et régionaux de l’association ainsi que le siège social conseillent, présentent et soutiennent les requêtes des membres propriétaires : au niveau régional devant les préfets, députés, sénateurs, conseils départementaux et régionaux, municipalités et Directions régionales des affaires culturelles (DRAC). Avec, notamment, grâce aux actions coordonnées des associations membres du « Groupe national sur le patrimoine », un représentant commun Vieilles maisons françaises et Demeure historique siégeant aux Commissions régionales du patrimoine et des sites (CRPS) qui statuent sur les demandes d’inscription sur l'inventaire supplémentaire des monuments historiques.
Au niveau national, avec les responsables des ministères de la Culture, du Tourisme, de l’Environnement ; par exemple, un membre du conseil d’administration siège à la Commission nationale des monuments historiques, qui statue sur les demandes de classement.
L’association Vieilles maisons françaises, par sa présence grâce à son réseau départemental, auprès de toutes les instances concernées, prend la défense d’un patrimoine menacé ou de ses abords et donne la marche à suivre pour constituer un dossier de protection et le faire aboutir.
Relations internationales
Au niveau international, l’association des Vieilles maisons françaises est fédérée à Europa Nostra, et participe à ce mouvement européen en faveur du patrimoine et à l’Union européenne des Demeures historiques. French Heritage Society, (ex-Friends of Vieilles maisons françaises) a été créée pour resserrer les liens avec les Américains qui désirent découvrir le patrimoine privé français et l’aider par des prix nationaux ou des dons dans les départements au cours de voyages.
Animations par les Délégations départementales
Elles proposent des sorties culturelles dans leur département, des conférences sur des sujets d’architecture, d’histoire, d’art. Certaines délégations départementales organisent des voyages dans d’autres départements ou à l’étranger, remettent des diplômes et des prix de restauration à des artisans, des communes, des propriétaires, des collectivités ayant participé au sauvetage d’un monument et à la mise en valeur de ses abords. Les comités départementaux participent à des salons régionaux, à des colloques, à des manifestations nationales (Journées du patrimoine, Rendez-vous aux jardins). Des sections départementales VMF-Jeunes (18 à 35 ans) sensibilisent les nouvelles générations pour créer de nouvelles vocations en faveur du patrimoine architectural.
Actions de communication nationales organisées par le siège social
Participation au Salon international du Patrimoine culturel ou à des Salons en province.
Participation à des campagnes nationales, en partenariat avec le ministère de la Culture pendant lesquelles VMF développe ses propres opérations :
Elle s’associe à « Rendez-vous aux jardins » grâce au mécénat.
Pendant les « Journées du patrimoine », VMF a créé, depuis 1996, un fonds en faveur de la formation de haut niveau des artisans, alimenté par les propriétaires acceptant de reverser une partie de leur droit d’entrée de ce week-end.
En 2004, VMF s’associe à la SEMA pour créer le prix « Patrimoine bâti-jeune repreneur », avec le soutien de la Confédération artisanale des petites entreprises du bâtiment. Ce prix récompense des jeunes artisans motivés par la reprise, la création ou la direction d’entreprise dans les métiers du patrimoine bâti. Il sera attribué sous forme de formation à la gestion d’entreprise ou technique.
Tournage de films, photographies publicitaires
Un fichier des propriétés qui se louent pour des tournages de films ou des photographies publicitaires est mis à la disposition des professionnels du cinéma et de la publicité : c’est une activité lucrative pour les membres des VMF qui souhaitent leur ouvrir en partie ou en totalité leur demeure.
Concours annuel de sauvegarde, mécénat
Depuis sa création en 1958, VMF, appuyée par le mécénat d’entreprise, récompense chaque année des propriétaires privés ayant réalisé des restaurations exemplaires de demeures anciennes, d’un beau décor intérieur, de jardins remarquables, ou animé une demeure. Le travail d’artisans est également valorisé.
Le concours VMF. Ce concours est réservé aux adhérents VMF qui déposeront auprès de leur délégué un dossier de candidature, transmis ensuite au siège. Les candidats trouveront auprès du délégué ou du siège, le règlement et les documents d’inscription nécessaires à la constitution de leur dossier.
Le jury, composé de personnalités du patrimoine, des mécènes et du président de VMF, se réunit au siège en avril. Les dossiers qui auront retenu l’attention du jury, mais qui n’auront pas obtenu de prix, pourront être présentés à la Commission du label VMF « Patrimoine historique ».
Les Labels VMF – Patrimoine historique
Ce label, signe de ralliement des Vieilles maisons françaises, est octroyé à certaines demeures urbaines ou rurales. Présidée par Jean-Pierre Bady, ancien directeur du Patrimoine au ministère de la Culture, la Commission du patrimoine historique, seule habilitée à délivrer ce label, a pour objet d’examiner tous les dossiers établis par les adhérents de l’association Vieilles maisons françaises concernant des demeures non-protégées comme monument historique. Les critères d’appréciation portent sur l’authenticité architecturale et les qualités artistiques du bâtiment. La documentation peut être obtenue auprès du délégué départemental ou du siège de l’association. Ce label témoignant d’une protection au titre des monuments historiques ou de l’agrément fiscal peut conduire à l’obtention de l’inscription sur l’Inventaire supplémentaire des monuments historiques.

## La revue
Depuis la création des Vieilles Maisons Françaises en 1958, la revue - vendue par abonnements, en kiosques et sur le site Internet - a constamment accompagné la vie de l’association. À l’origine simple bulletin en noir et blanc, elle est devenue progressivement une publication plus étoffée adoptant dans les années 1980 le principe d'un grand dossier central portant sur le patrimoine d'un département.
Une nouvelle formule a vu le jour en 2007 : le principe du dossier - consacré à un département dans son ensemble, à une ville, ou combinant une approche géographique ou thématique - est conservé mais la ligne éditoriale accorde une place plus importante qu'auparavant aux grands débats qui font l'actualité du patrimoine.
Depuis l'année 2012, la revue est devenue bimestrielle. Son directeur de la publication est Nicolas Chaudun depuis 2014. Son rédacteur en chef est Jean-Baptiste Rendu depuis 2006.

## Lettre ouverte
Les onze associations les plus importantes qui se consacrent à la sauvegarde du patrimoine français font connaître d'une même voix, leur expérience et leur analyse prospective aux Français et à leurs élus que le Patrimoine est une richesse et une chance. Elles formulent dans une lettre ouverte publiée le 21 novembre 2016, sous forme d'ouvrage vingt-deux propositions pour une gouvernance améliorée, une transmission simplifiée et une gestion économique et durable du patrimoine.

## voir aussi